# British Columbia Conservative Party
Die British Columbia Conservative Party (frz. Parti conservateur de la Colombie-Britannique, übersetzt Konservative Partei British Columbias) ist eine konservative politische Partei in der kanadischen Provinz British Columbia. Sie ist zwar ideologisch ähnlich ausgerichtet wie die Konservative Partei Kanadas auf Bundesebene, unterhält aber keinerlei formale Beziehungen. In der ersten Hälfte des 20. Jahrhunderts war die Partei in der Provinzpolitik dominierend, spielt aber seither nur noch eine marginale Rolle.

## Geschichte
Die Partei wurde 1900 gegründet und beschloss zwei Jahre später, Kandidaten für die nächsten Wahlen zur Legislativversammlung von British Columbia aufzustellen. Der Parteivorsitzende Richard McBride kündigte an, im Falle eines Wahlsieges werde die Regierung aus Parteimitgliedern zusammengesetzt sein (zuvor war die Regierung stets nichtparteilich gewesen). McBride war davon überzeugt, das Fehlen von Parteien habe bisher das politische System der Provinz destabilisiert und die wirtschaftliche Entwicklung behindert. Die Wahlen im Oktober 1903 waren die ersten mit Parteikandidaten und wurden von den Konservativen gewonnen.
Unter McBride und seinem Nachfolger William John Bowser blieben die Konservativen während 13 Jahren an der Macht, bis sie 1916 von den Liberalen abgelöst wurden. 1928 errangen sie erneut einen Wahlsieg und Simon Fraser Tolmie wurde neuer Premierminister. Tolmies Regierung reagierte äußerst zögerlich auf die Weltwirtschaftskrise. Die Konservativen waren derart von inneren Machtkämpfen zerrissen, dass die Parteileitung beschloss, bei den Wahlen im November 1933 keine offiziellen Kandidaten aufzustellen.
Um die Machtübernahme der sozialistischen Co-operative Commonwealth Federation zu verhindern, bildeten Konservative und Liberale nach den Wahlen 1941 eine Koalition. Der Vorsitzende der Konservativen, Vizepremier und Finanzminister Herbert Anscomb, wollte 1947 nach dem Rücktritt des liberalen Premierministers John Hart selbst Regierungschef werden. Doch die Liberalen hatten mehr Sitze als die Konservativen und setzten sich gegen den Koalitionspartner durch, sodass Byron Ingemar Johnson das Amt übernahm. In der Folge verschlechterte sich das Verhältnis zwischen den beiden Parteien zusehends.
Die konservativ-liberale Koalitionsregierung führte 1952 Instant-Runoff-Voting als Wahlsystem ein, in der Erwartung, dass konservative Wähler die Liberalen als zweite Präferenz angeben würden, und umgekehrt. Von diesem Wahlsystem profitierten jedoch nicht die Regierungsparteien, sondern die British Columbia Social Credit Party. Diese wurde von W. A. C. Bennett angeführt, der ein Jahr zuvor vergeblich versucht hatte, Vorsitzender der Konservativen zu werden und aus der Partei ausgetreten war. Die Koalition brach auseinander und bei den Wahlen 1953 wurden die Konservativen völlig marginalisiert.

Logo 2005 bis 2012

Nach dem Verlust ihres letzten Parlamentssitzes bei den Wahlen 1956 sank die Conservative Party zur Bedeutungslosigkeit ab. 1972 konnten sie zwar wieder zwei Sitze gewinnen, doch erwies sich dieser Erfolg letztlich aus bedeutungslos. Seit 1979 ist die Partei nicht mehr im Provinzparlament vertreten. Der Hauptgrund dafür ist, dass bis zu Beginn der 1990er Jahre die British Columbia Social Credit Party und seither die British Columbia Liberal Party fast dasselbe Wählerspektrum abdeckten. In den letzten Jahren ist jedoch wieder ein markanter Aufwärtstrend feststellbar.
Die Partei erlangte 2023 einen Abgeordneten, nachdem John Rustad aus der British Columbia Liberal Party ausgeschlossen worden war, weil er die Existenz des Klimawandels geleugnet hatte.

## Wahlergebnisse
Ergebnisse der British Columbia Conservative Party bei den Wahlen zur Legislativversammlung:
| Wahl | Sitze total      | Kandi- daten     | Gew. Sitze       | Stimmen          | Anteil           |
| ---- | ---------------- | ---------------- | ---------------- | ---------------- | ---------------- |
| 1903 | 42               | 41               | 22               | 27.913           | 46,43 %          |
| 1907 | 42               | 42               | 26               | 30.781           | 48,70 %          |
| 1909 | 42               | 42               | 38               | 53.074           | 52,33 %          |
| 1912 | 42               | 42               | 39               | 50.423           | 59,65 %          |
| 1916 | 47               | 46               | 9                | 72.842           | 40,52 %          |
| 1920 | 47               | 42               | 15               | 110.475          | 31,20 %          |
| 1924 | 48               | 47               | 17               | 101.765          | 29,45 %          |
| 1928 | 48               | 48               | 35               | 192.867          | 53,30 %          |
| 1933 | nicht angetreten | nicht angetreten | nicht angetreten | nicht angetreten | nicht angetreten |
| 1937 | 48               | 43               | 8                | 119.521          | 28,60 %          |
| 1941 | 48               | 43               | 12               | 140.282          | 30,91 %          |
| 1945 | 48               | 47               | 37               | 261.147          | 55,83 % 1        |
| 1949 | 48               | 48               | 39               | 428.773          | 61,35 % 1        |
| 1952 | 48               | 48               | 4                | 129.439          | 16,84 %          |
| 1953 | 48               | 39               | 1                | 40.780           | 5,60 %           |
| 1956 | 52               | 22               | 0                | 25.373           | 3,11 %           |

| Wahl | Sitze total | Kandi- daten | Gew. Sitze | Stimmen | Anteil  |
| ---- | ----------- | ------------ | ---------- | ------- | ------- |
| 1960 | 52          | 52           | 0          | 66.943  | 6,72 %  |
| 1963 | 52          | 44           | 0          | 109.090 | 11,27 % |
| 1966 | 55          | 3            | 0          | 1.409   | 0,18 %  |
| 1969 | 55          | 1            | 0          | 1.087   | 0,11 %  |
| 1972 | 55          | 49           | 2          | 143.450 | 12,67 % |
| 1975 | 55          | 29           | 1          | 49.796  | 3,86 %  |
| 1979 | 57          | 37           | 0          | 71.078  | 5,06 %  |
| 1983 | 57          | 12           | 0          | 19.131  | 1,16 %  |
| 1986 | 69          | 12           | 0          | 14.074  | 0,73 %  |
| 1991 | 75          | 4            | 0          | 426     | 0,03 %  |
| 1996 | 75          | 8            | 0          | 1.002   | 0,06 %  |
| 2001 | 79          | 6            | 0          | 2.417   | 0,15 %  |
| 2005 | 79          | 7            | 0          | 9.623   | 0,55 %  |
| 2009 | 85          | 24           | 0          | 32.519  | 2,11 %  |
| 2013 | 85          | 56           | 0          | 85.783  | 4,76 %  |
| 2017 | 87          | 10           | 0          | 10.402  | 0,53 %  |
| 2020 | 87          | 19           | 0          | 35.822  | 1,90 %  |
| 2024 | 93          | 93           | 44         | 910.180 | 43,27 % |

1 Wahlbündnis mit der British Columbia Liberal Party

## Parteivorsitzende
| Name                      | Vorsitz                    | Premier   |
| ------------------------- | -------------------------- | --------- |
| Charles Wilson            | 1900–1903                  |           |
| Richard McBride           | 1903–1915                  | 1903–1915 |
| William John Bowser       | 1915–1924                  | 1915–1916 |
| Robert Henry Pooley       | 1924–1926                  |           |
| Simon Fraser Tolmie       | 1926–1936                  | 1928–1933 |
| Frank Porter Patterson    | 1936–1938                  |           |
| Royal Lethington Maitland | 1938–1946                  |           |
| Herbert Anscomb           | 1946–1952                  |           |
| Deane Finlayson           | 1952–1961                  |           |
| Davie Fulton              | 1963–1965                  |           |
| John DeWolf               | 1969–1971                  |           |
| Derril Warren             | 1971–1973                  |           |
| George Scott Wallace      | 1973–1977                  |           |
| Victor Albert Stephens    | 1977–1980                  |           |
| Brian Westwood            | 1980–1982                  |           |
| Peter Pollen March        | 1985–1986                  |           |
| Peter B. Macdonald        | 1991–1996                  |           |
| David Maurice Mercier     | 1997–2001                  |           |
| Susan Power               | 2001–2002                  |           |
| Kenneth Edgar King        | 2003–2004                  |           |
| Barry Chilton             | 2004–2005                  |           |
| Wilfred Hanni             | 2005–2009                  |           |
| John Cummins              | 2011–2013                  |           |
| Dan Brooks                | 2014–2016                  |           |
| Scott Anderson            | 2017–2019 (interimistisch) |           |
| Trevor Bolin              | 2019–2023                  |           |
| John Rustad               | seit 2023                  |           |